# Gongylidiellum edentatum
Gongylidiellum edentatum es una especie de araña araneomorfa del género Gongylidiellum, familia Linyphiidae. Fue descrita científicamente por Miller en 1951.
Se distribuye por Europa. El cuerpo de esta especie mide aproximadamente 1,3 milímetros de longitud. Se ha registrado a altitudes de hasta 1400 metros.